# Алгебра Лі
У математиці алгебра Лі — це векторний простір {\displaystyle {\mathfrak {g}}} разом із операцією, яку називають дужкою Лі —
антисиметричне білінійне відображення
{\displaystyle {\mathfrak {g}}\times {\mathfrak {g}}\rightarrow {\mathfrak {g}}}, {\displaystyle (x,y)\mapsto [x,y]}, що задовольняє  тотожність Якобі.
Векторний простір {\displaystyle {\mathfrak {g}}} з цією операцією не обов'язково є асоціативною алгеброю, тобто, дужка Лі не є обов'язково асоціативною.
Алгебри Лі тісно пов'язані з групами Лі, тобто групами, що також є гладкими многовидами: будь-якій групі Лі відповідає алгебра Лі, яка є її дотичним простором в одиниці.
І навпаки, для будь-якої скінченновимірної алгебри Лі над дійсним або комплексним полем існує відповідна зв'язна група Лі, єдина з точністю до скінченних накриттів (третя теорема Лі).
Ця відповідність дозволяє звести дослідження структури та класифікацію груп Лі відповідно до дослідження структури та класифікації алгебр Лі.
У фізиці групи Лі виникають як групи симетрії фізичних систем, а їх алгебри Лі можна розглядати як інфінітезимальні перетворення симетрії з околу одиничного перетворення. Загалом, алгебри Лі та їх представлення широко використовуються у фізиці, зокрема в квантовій механіці та фізиці елементарних частинок.
Елементарним прикладом є тривимірний векторний простір {\displaystyle {\mathfrak {g}}=\mathbb {R} ^{3}} з дужкою, визначеною як векторний добуток {\displaystyle [x,y]=x\times y}.
Вона є антисиметричною, оскільки {\displaystyle x\times y=-y\times x}, і задовольняє тотожність Якобі:
{\displaystyle x\times (y\times z)=(x\times y)\times z+y\times (x\times z).}
Це алгебра Лі групи Лі обертань простору  і кожен вектор {\displaystyle v\in \mathbb {R} ^{3}} може бути зображений як інфінітезимальний поворот навколо осі співнапрямленої з {\displaystyle v} зі швидкістю, що дорівнює довжині {\displaystyle v}.
Також будь-який поворот комутує сам із собою, тому справедлива властивість альтернативності: {\displaystyle [x,x]=x\times x=0}.
Значення дужки Лі двох поворотів рівне нулю тоді й лише тоді, коли такі повороти комутують. Тому говорять, що дужка Лі є мірою некомутативності поворотів.

## Історія
Алгебри Лі були запропоновані при дослідженні концепції інфінітезимальних перетворень Маріусом Софусом Лі в 70-х роках XIX століття і незалежно перевідкриті Вільгельмом Кіллінгом у 1880-х рр.
Назва алгебра Лі була введена Германом Вейлем у 1930-х рр.; до цього використовувався термін інфінітезимальної групи.

## Означення

### Означення алгебри Лі
Алгебра Лі  — це векторний простір {\displaystyle {\mathfrak {g}}} над деяким полем {\displaystyle \mathbb {F} } разом із бінарною операцією {\displaystyle [\cdot ,\cdot ]\colon \ {\mathfrak {g}}\times {\mathfrak {g}}\rightarrow {\mathfrak {g}}}, яка називається дужкою Лі, що задовольняє наступним аксіомам:
- Білінійність:

{\displaystyle [ax+by,z]=a[x,z]+b[y,z],}
{\displaystyle [z,ax+by]=a[z,x]+b[z,y]}
для всіх скалярів {\displaystyle a}, {\displaystyle b} з поля {\displaystyle \mathbb {F} } і всіх елементів {\displaystyle x}, {\displaystyle y}, {\displaystyle z} з алгебри {\displaystyle {\mathfrak {g}}}.
- Альтернативність[en]:

{\displaystyle [x,x]=0}
для всіх {\displaystyle x} з алгебри {\displaystyle {\mathfrak {g}}}.
- Тотожність Якобі:

{\displaystyle [x,[y,z]]+[y,[z,x]]+[z,[x,y]]=0}
для всіх {\displaystyle x}, {\displaystyle y}, {\displaystyle z} з алгебри {\displaystyle {\mathfrak {g}}}.
З використанням властивостей білінійності та альтернативності дужку Лі {\displaystyle [x+y,x+y]}  можна записати як {\displaystyle [x,y]+[y,x]=0} для всіх елементів {\displaystyle x}, {\displaystyle y} з алгебри {\displaystyle {\mathfrak {g}}}. Таким чином, з білінійності та альтернативності випливає
- Антикомутативність:

{\displaystyle [x,y]=-[y,x]}
для всіх елементів {\displaystyle x}, {\displaystyle y} з алгебри {\displaystyle {\mathfrak {g}}}.
Якщо характеристика поля не дорівнює 2, то з антикомутативності випливає альтернативність, оскільки  {\displaystyle [x,x]=-[x,x]}.
Алгебру Лі, як правило, позначають малими готичними літерами (фрактурами), наприклад, {\displaystyle {\mathfrak {g}}}, {\displaystyle {\mathfrak {h}}}, {\displaystyle {\mathfrak {b}}}, {\displaystyle {\mathfrak {n}}}.
Якщо алгебра Лі пов'язана з групою Лі, то алгебра Лі позначається малими готичними літерами, що відповідають позначенням групи Лі, наприклад алгебра Лі групи Лі {\displaystyle {\rm {SU}}(n)} позначається як {\displaystyle {\mathfrak {su}}(n)}.

### Генератори та розмірність
Кажуть, що елементи алгебри Лі {\displaystyle {\mathfrak {g}}} породжують її, якщо вони утворюють найменшу підалгебру, яка містить  ці елементи і співпадає з самою алгеброю {\displaystyle {\mathfrak {g}}}.
Розмірність алгебри Лі — це її розмірність
як векторного простору над полем {\displaystyle \mathbb {F} }.
Кардинальне число мінімальної породжувальної множини алгебри Лі завжди менша або дорівнює її розмірності.
Дивись класифікацію низькорозмірних дійсних алгебр Лі для інших прикладів низькорозмірних алгебр Лі.

### Підалгебри, ідеали та гомоморфізми
Дужка Лі не обов’язково має бути асоціативною, тобто {\displaystyle [[x,y],z]} може і не дорівнювати {\displaystyle [x,[y,z]]}.
Однак, дужка Лі гнучка.
Тим не менш, значна частина термінології асоціативних кілець і алгебр зазвичай використовується в алгебрах Лі.
Підалгебра Лі —  підпростір {\displaystyle {\mathfrak {h}}\subseteq {\mathfrak {g}}}, замкнений відносно дужки Лі.
Ідеал {\displaystyle {\mathfrak {i}}\subseteq {\mathfrak {g}}} — підалгебра, що задовольняє сильнішу умову:
{\displaystyle [{\mathfrak {g}},{\mathfrak {i}}]\subseteq {\mathfrak {i}}.}
Гомоморфізм алгебр Лі — це лінійне відображення базових векторних просторів, що узгоджене з відповідними дужками Лі:
{\displaystyle \phi \colon \ {\mathfrak {g}}\to {\mathfrak {g'}},\quad \phi ([x,y])=[\phi (x),\phi (y)]}
для всіх {\displaystyle x,y\in {\mathfrak {g}}}.
У випадку асоціативних кілець ядра гомоморфізмів є ідеалами. 
Також для заданої алгебри Лі {\displaystyle {\mathfrak {g}}} та ідеалу {\displaystyle {\mathfrak {i}}} в ній можна побудувати фактор-алгебру {\displaystyle {\mathfrak {g}}/{\mathfrak {i}}}.
Оскільки ядра гомоморфізмів є ідеалами, то для алгебр Лі має місце перша теорема про ізоморфізм.
Дужка Лі є різновидом інфінітезимального комутатора відповідної групи Лі, а тому два елементи {\displaystyle x,y\in {\mathfrak {g}}} називають комутуючими, якщо їх дужка Лі дорівнює 0: {\displaystyle [x,y]=0}.
Централізатор підмножини {\displaystyle S\subset {\mathfrak {g}}} — це множина комутуючих елементів з {\displaystyle S}: тобто, {\displaystyle {\mathfrak {z}}_{\mathfrak {g}}(S)=\{x\in {\mathfrak {g}}\,|\,[x,s]=0,\ \forall \,s\in S\}}.
Централізатор {\displaystyle {\mathfrak {z}}({\mathfrak {g}})} є центром алгебри {\displaystyle {\mathfrak {g}}}.
Аналогічно, для підпростору {\displaystyle S} нормалізатором множини {\displaystyle S} є {\displaystyle {\mathfrak {n}}_{\mathfrak {g}}(S)=\{x\in {\mathfrak {g}}\,|\,[x,s]\in S,\ \forall \,s\in S\}}.
Еквівалентно, якщо {\displaystyle S} є підалгеброю Лі, то {\displaystyle {\mathfrak {n}}_{\mathfrak {g}}(S)} — це найбільша підалгебра така, що {\displaystyle S} є ідеалом нормалізатора {\displaystyle {\mathfrak {n}}_{\mathfrak {g}}(S)}.

### Приклади
Розглянемо векторний простір матриць розміру {\displaystyle 2\times 2} з елементами з поля {\displaystyle \mathbb {F} }, {\displaystyle {\mathfrak {gl}}(2,\mathbb {F} )}. 
Комутатором двох матриць {\displaystyle A,B\in {\mathfrak {gl}}(2,\mathbb {F} )} будемо називати матрицю {\displaystyle [A,B]:=A\cdot B-B\cdot A}, де {\displaystyle \cdot } позначає звичайний добуток матриць.
Простір {\displaystyle {\mathfrak {gl}}(2,\mathbb {F} )} разом із комутатором утворює алгебру Лі.
Нехай {\displaystyle {\mathfrak {d}}(2)} є підмножиною {\displaystyle {\mathfrak {gl}}(2,\mathbb {F} )}, яка складається з діагональних матриць.
Ця множина сама по собі є векторним підпростором простору {\displaystyle {\mathfrak {gl}}(2,\mathbb {F} )} і вона замкнена відносно комутатора, а значить є підалгеброю Лі {\displaystyle {\mathfrak {gl}}(2,\mathbb {F} )}.
Комутатор двох елементів {\displaystyle g\in {\mathfrak {gl}}(2)} і {\displaystyle d\in {\mathfrak {d}}(2)} має вигляд: 
{\displaystyle {\begin{aligned}\left[{\begin{bmatrix}a&b\\c&d\end{bmatrix}},{\begin{bmatrix}x&0\\0&y\end{bmatrix}}\right]={\begin{bmatrix}ax&by\\cx&dy\end{bmatrix}}-{\begin{bmatrix}ax&bx\\cy&dy\end{bmatrix}}={\begin{bmatrix}0&b(y-x)\\c(x-y)&0\end{bmatrix}}.\end{aligned}}}
Отже, {\displaystyle {\mathfrak {d}}(2)} — підалгебра, але не ідеал.
По суті, кожний одновимірний лінійний підпростір алгебри Лі має індуковану структуру абелевої алгебри Лі, яка у загальному випадку не є ідеалом.
Для будь-якої простої алгебри Лі, усі її абелеві підалгебри Лі ніколи не є ідеалами.

### Пряма сума та напівпрямий добуток
Для двох алгебр Лі {\displaystyle {\mathfrak {g}}} і {\displaystyle {\mathfrak {g'}}} їх пряма сума — векторний простір  {\displaystyle {\mathfrak {g}}\oplus {\mathfrak {g'}}}, що складається з усіх пар {\displaystyle (x,x')}, {\displaystyle x\in {\mathfrak {g}}}, {\displaystyle x'\in {\mathfrak {g'}}}, з операцією
{\displaystyle [(x,x'),(y,y')]=([x,y],[x',y']),}
такою, що копії {\displaystyle {\mathfrak {g}}}, {\displaystyle {\mathfrak {g'}}} комутують одна з одною: {\displaystyle [(x,0),(0,x')]=0}.
Нехай {\displaystyle {\mathfrak {g}}} — алгебра Лі, а {\displaystyle {\mathfrak {i}}} — ідеал алгебри Лі {\displaystyle {\mathfrak {g}}}.
Якщо канонічне відображення  {\displaystyle {\mathfrak {g}}\to {\mathfrak {g}}/{\mathfrak {i}}} розщеплюється (тобто допускає переріз), то алгебра {\displaystyle {\mathfrak {g}}} називається напівпрямим добутком ідеалу {\displaystyle {\mathfrak {i}}} і його доповнення, яке ізоморфне фактор-алгебрі {\displaystyle {\mathfrak {g}}/{\mathfrak {i}}}; записується як {\displaystyle {\mathfrak {g}}={\mathfrak {f}}\ltimes {\mathfrak {i}}}, де {\displaystyle {\mathfrak {f}}\simeq {\mathfrak {g}}/{\mathfrak {i}}.}
Дивись також параграф "Напівпряма сума алгебр Лі" нижче.
Згідно теореми Леві, скінченновимірна алгебра Лі є напівпрямим добутком її радикала і доповняльної підалгебри (підлгебра Леві).

### Диференціювання
Диференціюванням в алгебрі Лі {\displaystyle {\mathfrak {g}}} (або в будь-якій неасоціативній алгебрі називається лінійне відображення {\displaystyle \delta \colon {\mathfrak {g}}\rightarrow {\mathfrak {g}}}, що задовольняє правилу Лейбніца, тобто,
{\displaystyle \delta ([x,y])=[\delta (x),y]+[x,\delta (y)]}
для всіх {\displaystyle x,y\in {\mathfrak {g}}}.
Внутрішнім диференціюванням, що пов'язане з будь-яким {\displaystyle x\in {\mathfrak {g}}}, є приєднане відображення {\displaystyle {\rm {ad}}_{x}}, яке визначається наступним чином: {\displaystyle {\rm {ad}}_{x}(y):=[x,y]}.
(Це диференціювання — наслідок тотожності Якобі).
Зовнішні диференціювання — це диференціювання, які не можна отримати з приєднаного представлення алгебри Лі.
Якщо алгебра {\displaystyle {\mathfrak {g}}} — напівпроста, то всі диференціювання є внутрішніми.
Диференціювання утворюють векторний простір {\displaystyle \operatorname {Der} ({\mathfrak {g}})}, який є підалгеброю алгебри {\displaystyle {\mathfrak {gl}}(n)}, де
дужка Лі — комутатор.
Внутрішні диференціювання утворюють підалгебру алгебри  {\displaystyle \operatorname {Der} ({\mathfrak {g}})}.

### Приклади
Наприклад, на заданому ідеалі алгебри Лі  {\displaystyle {\mathfrak {i}}\subset {\mathfrak {g}}} приєднане представлення {\displaystyle {\rm {{ad}_{x}}}} алгебри {\displaystyle {\mathfrak {g}}}, де {\displaystyle x\in {\mathfrak {g}}\setminus {\mathfrak {i}}}, діє як зовнішні диференціювання на ідеалі {\displaystyle {\mathfrak {i}}}, оскільки {\displaystyle [x,i]\in {\mathfrak {i}}} для будь-якого {\displaystyle x\in {\mathfrak {g}}} і {\displaystyle i\in {\mathfrak {i}}.}
Ідеалом алгебри Лі {\displaystyle {\mathfrak {b}}_{n}} верхньотрикутних матриць в {\displaystyle {\mathfrak {gl}}(n)} є алгебра {\displaystyle {\mathfrak {n}}_{n}} строго верхньотрикутних матриць (де ненульові елементи знаходяться лише вище діагоналі матриці).
Оскільки комутатор довільних елементів з {\displaystyle {\mathfrak {b}}_{3}} і {\displaystyle {\mathfrak {n}}_{3}} дає
{\displaystyle {\begin{aligned}\left[{\begin{bmatrix}a&b&c\\0&d&e\\0&0&f\end{bmatrix}},{\begin{bmatrix}0&x&y\\0&0&z\\0&0&0\end{bmatrix}}\right]={\begin{bmatrix}0&ax&ay+bz\\0&0&dz\\0&0&0\end{bmatrix}}-{\begin{bmatrix}0&dx&ex+yf\\0&0&fz\\0&0&0\end{bmatrix}}={\begin{bmatrix}0&(a-d)x&(a-f)y-ex+bz\\0&0&(d-f)z\\0&0&0\end{bmatrix}},\end{aligned}}}
то звідси випливає, що існують внутрішні диференціювання алгебри {\displaystyle {\mathfrak {b}}_{3}}, які є зовнішніми диференціюваннями алгебри {\displaystyle {\mathfrak {n}}_{3}.}

### Розщеплені алгебри Лі
Нехай {\displaystyle V} — скінченновимірний векторний простір над полем {\displaystyle \mathbb {F} }, {\displaystyle {\mathfrak {gl}}(V)} — алгебра Лі лінійних перетворень, {\displaystyle {\mathfrak {g}}\subseteq {\mathfrak {gl}}(V)} — підалгебра Лі.
Тоді алгебра Лі {\displaystyle {\mathfrak {g}}} називається розщепленою, якщо корені характеристичних поліномів усіх лінійних перетворень в алгебрі {\displaystyle {\mathfrak {g}}} належать базовому полю {\displaystyle \mathbb {F} }.
У загальному випадку, скінченновимірна алгебра Лі {\displaystyle {\mathfrak {g}}} називається розщепленою, якщо вона має підалгебру Картана, образ якої при приєднаному представленні {\displaystyle \operatorname {ad} \colon {\mathfrak {g}}\to {\mathfrak {gl}}({\mathfrak {g}})} є розщепленою алгеброю Лі.
Розщеплена дійсна форма комплексної напівпростої алгебри Лі (див. "Дійсна форма і комплексифікація" нижче) є прикладом розщепленої дійсної алгебри Лі.
Дивись також статтю про розщеплені алгебри Лі для додаткової інформації.

### Базис векторного простору
Для практичних обчислень пов'язаних із алгебрами Лі часто зручно вибирати явний базис векторного простору.
Загальна конструкція для цього базису схематично описана в статті про структурні сталі.

### Означення у рамках теоретико-категорного підходу
Наведених вище означень достатньо для загальноприйнятого розуміння алгебр Лі. Але розгляд у формалізмі теорії категорій дозволяє детальніше дослідити властивості алгебр Лі. В рамках цього підходу алгебра Лі визначається в термінах лінійних відображень, тобто морфізмів категорії векторних просторів, без розгляду окремих елементів.
(У цьому параграфі вважаємо, що поле, над яким визначається алгебра, має  характеристику не рівну двом).
Для теоретико-категоріального означення алгебр Лі необхідні два завузлені ізоморфізми.
Якщо {\displaystyle A} — це векторний простір, то ізоморфізм перестановки {\displaystyle \tau \colon A\otimes A\to A\otimes A} визначається як
{\displaystyle \tau (x\otimes y)=y\otimes x.}
Циклічно-переставне завузлене відображення {\displaystyle \sigma \colon \ A\otimes A\otimes A\to A\otimes A\otimes A} визначається як
{\displaystyle \sigma =({\rm {id}}\otimes \tau )\circ (\tau \otimes {\rm {id}}),}
де {\displaystyle {\rm {id}}} — тотожний морфізм.
Еквівалентно, {\displaystyle \sigma } визначається як
{\displaystyle \sigma (x\otimes y\otimes z)=y\otimes z\otimes x.}
За допомогою цього позначення алгебра Лі може бути визначена як об'єкт {\displaystyle A} в категорії векторних просторів разом із морфізмом
{\displaystyle [\cdot ,\cdot ]\colon \ A\otimes A\rightarrow A,}
що задовольняє два співвідношення для морфізму
{\displaystyle [\cdot ,\cdot ]\circ ({\rm {id}}+\tau )=0,} і
{\displaystyle [\cdot ,\cdot ]\circ ([\cdot ,\cdot ]\otimes {\rm {id}})\circ ({\rm {id}}+\sigma +\sigma ^{2})=0.}

## Приклади

### Векторні простори
Будь-який векторний простір {\displaystyle V} з нульовою дужкою Лі є алгеброю Лі.
Такі алгебри Лі називаються абелевими, див. нижче.
Будь-яка одновимірна алгебра Лі над полем є абелевою з огляду на
антисиметричність дужки Лі.

### Асоціативна алгебра з теоретико-кільцевим комутатором
- На асоціативній алгебрі {\displaystyle A} над полем {\displaystyle \mathbb {F} } з множенням {\displaystyle (x,y)\mapsto xy}, дужка Лі може бути визначена за допомогою теоретико-кільцевого комутатора {\displaystyle [x,y]=xy-yx}.

З цією дужкою алгебра {\displaystyle A} є алгеброю Лі, яка, зазвичай, позначається {\displaystyle A^{(-)}}.
Асоціативна алгебра {\displaystyle A} називається обгортуючою алгеброю алгебри Лі {\displaystyle A^{(-)}}.
Будь-яку алгебру Лі можна вкласти в алгебру Лі, побудовану на асоціативній алгебрі (дивись про універсальну обгортуючу алгебру).
- Асоціативна алгебра ендоморфізмів[en] {\displaystyle \mathbb {F} }-векторного простору {\displaystyle V} з наведеною вище дужкою Лі позначається як {\displaystyle {\mathfrak {gl}}(V)}.
- Для скінченновимірного векторного простору {\displaystyle V=\mathbb {F} ^{n}}, попередній приклад є саме алгеброю Лі {\displaystyle n\times n} матриць, яку позначають як {\displaystyle {\mathfrak {gl}}(n,\mathbb {F} )} або {\displaystyle {\mathfrak {gl}}_{n}(\mathbb {F} )}[8] з дужкою {\displaystyle [X,Y]=XY-YX}, де {\displaystyle XY}  — добуток матриць {\displaystyle X} та {\displaystyle Y}.

Це алгебра Лі загальної лінійної групи, що складається із невироджених матриць.

### Спеціальні матриці
Двома важливими підалгебрами алгебри {\displaystyle {\mathfrak {gl}}_{n}(\mathbb {F} )} є:
- Матриці з нульовим слідом, що утворюють спеціальну лінійну алгебру Лі[en] {\displaystyle {\mathfrak {sl}}_{n}(F)} — алгебра спеціальної лінійної групи {\displaystyle {\rm {SL}}_{n}(\mathbb {F} )}[9].
- Косоермітові матриці утворюють унітарну алгебру Лі {\displaystyle {\mathfrak {u}}(n)} — алгебра Лі унітарної групи {\displaystyle U(n)}.

### Матричні алгебри Лі
Комплексна матрична група — група Лі, яка породжена матрицями {\displaystyle G\subset {\rm {GL}}_{n}(\mathbb {C} )}, де множення в групі {\displaystyle G} є множенням матриць.
Відповідна алгебра Лі {\displaystyle {\mathfrak {g}}} — це простір матриць, які є дотичними векторами до групи {\displaystyle G} у лінійному просторі {\displaystyle {\rm {GL}}_{n}(\mathbb {C} )}.
Вона утворена похідними від гладких кривих в групі {\displaystyle G} в одиничному елементі:
{\displaystyle {\mathfrak {g}}=\{X=c'(0)\in M_{n}(\mathbb {C} )\,|\,} гладка крива {\displaystyle \,c\colon \mathbb {R} \to G,\,c(0)=I\}.}
Дужка Лі алгебри {\displaystyle {\mathfrak {g}}} визначається як комутатор матриць, {\displaystyle [X,Y]=XY-YX}.
Для заданої алгебри Лі можна відновити відповідну групу Лі як образ матричної експоненти {\displaystyle \exp \colon {\rm {GL}}_{n}(\mathbb {C} )\to M_{n}(\mathbb {C} )}, яка визначається як
{\displaystyle \exp(X)=I+X+{\tfrac {1}{2!}}X^{2}+\cdots ,}
що збігається для кожної матриці {\displaystyle X}, тобто {\displaystyle G=\exp({\mathfrak {g}})}.
Нижче наведено приклади алгебр Лі матричних груп Лі:
- Спеціальна лінійна група {\displaystyle {\rm {SL}}_{n}(\mathbb {C} )}, що складається з усіх {\displaystyle n\times n} матриць з визначником, який дорівнює 1.

Її алгебра Лі {\displaystyle {\mathfrak {sl}}_{n}(\mathbb {C} )} складається з усіх {\displaystyle n\times n} матриць з комплексними елементами і слідом, що рівний 0.
Аналогічно можна визначити відповідну дійсну групу Лі {\displaystyle {\rm {SL}}_{n}(\mathbb {R} )} і її алгебру Лі {\displaystyle {\mathfrak {sl}}_{n}(\mathbb {R} )}.
- Унітарна група {\displaystyle {\rm {U}}(n)} складається з {\displaystyle n\times n} унітарних матриць, що задовольняє умову {\displaystyle U^{*}=U^{-1}}. Її алгебра Лі {\displaystyle {\mathfrak {u}}(n)} складається з косоермітових матриць, {\displaystyle X^{*}=-X}.
- Спеціальна ортогональна група {\displaystyle {\rm {SO}}(n)} утворена дійсними ортогональними матрицями з визначником, який дорівнює 1.

Її алгебра Лі {\displaystyle {\mathfrak {so}}(n)} складається з дійсних кососиметричних матриць, {\displaystyle X^{\rm {T}}=-X}.
Повна ортогональна група {\displaystyle {\rm {O}}(n)} без умови рівності визначника 1 складається з групи {\displaystyle {\rm {SO}}(n)} і окремої зв'язної компоненти, тому вона має ту саму алгебру Лі як і група {\displaystyle {\rm {SO}}(n)}.
Див. також інфінітезимальні обертання з кососиметричними матрицями.
Аналогічно можна визначити версії цієї групи і алгебри над комплексним полем, дозволяючи матричним елементам бути комплексними числами.

### Розмірність два
- Над будь-яким полем {\displaystyle \mathbb {F} } існує, з точністю до ізоморфізму, єдина двовимірна неабелева алгебра Лі.

Для генераторів {\displaystyle x}, {\displaystyle y} їх дужка Лі визначається як {\displaystyle [x,y]=y}.
Вона породжує афінну групу розмірності один.
Цю групу можна реалізувати за допомогою матриць:
{\displaystyle x=\left({\begin{matrix}1&0\\0&0\end{matrix}}\right),\quad y=\left({\begin{matrix}0&1\\0&0\end{matrix}}\right).}
Оскільки
{\displaystyle \left({\begin{matrix}1&c\\0&0\end{matrix}}\right)^{n+1}=\left({\begin{matrix}1&c\\0&0\end{matrix}}\right)}
для будь-якого натурального числа {\displaystyle n} і будь-якого числа {\displaystyle c}, то отримані елементи групи Лі є верхньотрикутними {\displaystyle 2\times 2} матрицями з одиницею внизу діагоналі:
{\displaystyle \exp(a\cdot x+b\cdot y)=\left({\begin{matrix}e^{a}&{\tfrac {b}{a}}(e^{a}-1)\\0&1\end{matrix}}\right)=1+{\tfrac {e^{a}-1}{a}}\left(a\cdot x+b\cdot y\right).}

### Розмірність три
- Алгебра Гейзенберга[en] {\displaystyle {\mathfrak {h}}_{3}(\mathbb {R} )} є тривимірною алгеброю Лі, породженою елементами {\displaystyle x},{\displaystyle y} і {\displaystyle z} з дужками Лі

{\displaystyle [x,y]=z,\quad [x,z]=0,\quad [y,z]=0.}
Зазвичай, вона реалізується як простір {\displaystyle 3\times 3} строго верхньотрикутних матриць з базисом
{\displaystyle x=\left({\begin{matrix}0&1&0\\0&0&0\\0&0&0\end{matrix}}\right),\quad y=\left({\begin{matrix}0&0&0\\0&0&1\\0&0&0\end{matrix}}\right),\quad z=\left({\begin{matrix}0&0&1\\0&0&0\\0&0&0\end{matrix}}\right).}
Будь-який елемент групи Гейзенберга має  представлення у вигляді добутку групи генераторів, тобто експонент матриць відповідних генераторів алгебри Лі,
{\displaystyle \left({\begin{matrix}1&a&c\\0&1&b\\0&0&1\end{matrix}}\right)=e^{by}e^{cz}e^{ax}.}
- Алгебра Лі {\displaystyle {\mathfrak {so}}(3)} групи {\displaystyle {\rm {SO}}(3)} — лінійна оболонка, що породжена трьома матрицями

{\displaystyle F_{1}=\left({\begin{matrix}0&0&0\\0&0&-1\\0&1&0\end{matrix}}\right),\quad F_{2}=\left({\begin{matrix}0&0&1\\0&0&0\\-1&0&0\end{matrix}}\right),\quad F_{3}=\left({\begin{matrix}0&-1&0\\1&0&0\\0&0&0\end{matrix}}\right).}
Комутаційні відношення для цих генераторів наступні:
{\displaystyle [F_{1},F_{2}]=F_{3},\quad [F_{2},F_{3}]=F_{1},\quad [F_{3},F_{1}]=F_{2}.}
Тривимірний евклідів простір {\displaystyle \mathbb {R} ^{3}} з дужкою Лі визначається векторним добутком векторів, що має ті самі комутаційні відношення, що й вище.
Таким чином, він ізоморфний алгебрі {\displaystyle {\mathfrak {so}}(3)}.
Ця алгебра Лі унітарно еквівалентна звичайним операторам спінових компонентів кутового моменту для частинок зі спіном 1 у квантовій механіці.

### Нескінченновимірні алгебри Лі
- У диференціальній топології виникає важливий клас нескінченновимірних дійсних алгебр Лі.

Простір гладких векторних полів на диференційовному многовиді {\displaystyle M} утворює алгебру Лі, де дужка Лі визначається як комутатор векторних полів.
Один зі способів представлення дужки Лі є використання  похідних Лі, який ототожнює векторне поле {\displaystyle X} з диференціальним оператором першого порядку {\displaystyle L_{X}}, що діє на гладкі функції, тобто {\displaystyle L_{X}(f)} — похідна від функції {\displaystyle f} за напрямком {\displaystyle X}.
Дужка Лі {\displaystyle [X,Y]} двох векторних полів — це векторне поле, визначене через його дію на функції за формулою
{\displaystyle L_{[X,Y]}f=L_{X}(L_{Y}f)-L_{Y}(L_{X}f).}
- Алгебри Каца-Муді — це великий клас нескінченновимірних алгебр Лі, структура яких дуже схожа на наведені вище скінченновимірні випадки.
- Алгебра Мояля — це нескінченновимірна алгебра Лі, що включає усі класичні алгебри Лі[en] як підалгебри.
- Алгебра Вірасора[en] має першочергове значення в теорії струн.

## Представлення
Основна стаття: Представлення алгебри Лі.

### Означення
Для заданого векторного простору {\displaystyle V} через {\displaystyle {\mathfrak {gl}}(V)} позначимо алгебру Лі, що складається з усіх лінійних ендоморфізмів простору {\displaystyle V}, з дужкою Лі, визначеною як {\displaystyle [X,Y]=XY-YX}.
Представлення алгебри Лі {\displaystyle {\mathfrak {g}}} на векторному просторі {\displaystyle V} — це гомоморфізм алгебри Лі
{\displaystyle \pi \colon \ {\mathfrak {g}}\to {\mathfrak {gl}}(V).}
Представлення називається точним, якщо його ядро є нульовим.
Відповідно до теореми Адо будь-яка скінченновимірна алгебра Лі має точне представлення на скінченновимірному векторному просторі.

### Приєднане представлення
Для будь-якої алгебри Лі {\displaystyle {\mathfrak {g}}} можна визначити представлення
{\displaystyle {\rm {ad\colon \ {\mathfrak {g}}\to {\mathfrak {gl}}({\mathfrak {g}}),}}}
що визначається як {\displaystyle {\rm {ad}}(x)(y)=[x,y]}.
Це представлення на векторному просторі {\displaystyle {\mathfrak {g}}} називається приєднаним представленням.

### Завдання теорії представлень
Одним із важливих аспектів дослідження алгебр Лі (особливо для напівпростих алгебр Лі) є вивчення їх представлень.
(Дійсно, більшість книг, представлених у списку літератури нижче, присвячують значну частину своїх сторінок теорії представлень.)
Хоча теорема Адо є важливим результатом, але основне завдання теорії представлень не полягає в тому, щоб отримати точне представлення заданої алгебри Лі {\displaystyle {\mathfrak {g}}}.
Дійсно, для напівпростої алгебри Лі приєднане представлення вже є точним.
Тому скоріше завдання полягає в тому, щоб зрозуміти всі можливі представлення алгебри {\displaystyle {\mathfrak {g}}} з точністю до природного поняття еквівалентності.
Згідно теореми Вейля, будь-яке скінченновимірне представлення напівпростої алгебри над полем характеристики 0 є прямою сумою незвідних представлень (тобто представлень, які не мають нетривіальних інваріантних підпросторів).
У свою чергу, незвідні представлення класифікуються за допомогою теореми про найвищу вагу.

### Теорія представлень у фізиці
Теорія представлень алгебр Лі відіграє важливу роль у різних галузях теоретичної фізики, де розглядаються оператори на просторі станів, які задовольняють певним природним комутаційним співвідношенням.
Ці комутаційні співвідношення зазвичай визначаються симетрією задач, зокрема, вони є співвідношеннями алгебри Лі відповідної групи симетрії.
Прикладом можуть бути оператори кутового моменту, комутаційні співвідношення яких відповідають алгебрі Лі {\displaystyle {\mathfrak {so}}(3)} групи обертань {\displaystyle {\rm {SO(3)}}}.
Як правило, простір станів дуже далекий від того, щоб бути незвідним відносно відповідних операторів, але можна спробувати розкласти його на незвідні частини.
Для цього необхідно знати незвідні представлення заданої алгебри Лі.
При дослідженні квантового атома водню, наприклад, підручники квантової механіки дають (не називаючи це так) класифікацію незвідних представлень алгебри Лі {\displaystyle {\mathfrak {so}}(3)}.

## Структурна теорія та класифікація
Алгебри Лі можна певною мірою класифікувати.
Зокрема, така класифікація використовується при класифікації груп Лі.

### Абелеві, нільпотентні і розв'язні алгебри Лі
Аналогічно абелевим, нільпотентним і розв'язним групам, визначеним у термінах похідних підгруп, можна визначити абелеві, нільпотентні та розв'язні алгебри Лі.
Алгебра Лі {\displaystyle {\mathfrak {g}}} називається абелевою, якщо дужка Лі нульова, тобто {\displaystyle [x,y]=0}, для всіх {\displaystyle x} і {\displaystyle y} з алгебри {\displaystyle {\mathfrak {g}}}.
Абелеві алгебри Лі відповідають комутативним (або абелевим) зв'язним групам Лі, таким як векторні простори {\displaystyle \mathbb {K} ^{n}} або тори {\displaystyle \mathbb {T} ^{n}}, і всі простори вигляду {\displaystyle {\mathfrak {k}}^{n}}, тобто {\displaystyle n}-вимірні векторні простори з тривіальною дужкою Лі.
Більш загальний клас алгебр Лі визначається зануленням усіх комутаторів заданої довжини.
Алгебра Лі {\displaystyle {\mathfrak {g}}} називається нільпотентною, якщо нижній центральний ряд
{\displaystyle {\mathfrak {g}}>[{\mathfrak {g}},{\mathfrak {g}}]>[[{\mathfrak {g}},{\mathfrak {g}}],{\mathfrak {g}}]>[[[{\mathfrak {g}},{\mathfrak {g}}],{\mathfrak {g}}],{\mathfrak {g}}]>\cdots }
зрештою стає нульовим.
За теоремою Енгеля, алгебра Лі нільпотентна тоді й лише тоді, коли для кожного {\displaystyle u} з алгебри {\displaystyle {\mathfrak {g}}} приєднаний ендоморфізм
{\displaystyle {\rm {ad}}(u)\colon \ {\mathfrak {g}}\to {\mathfrak {g}},\quad {\rm {ad}}(u)v=[u,v]}
є нільпотентним.
У більш загальному вигляді, алгебра Лі {\displaystyle {\mathfrak {g}}} називається розв'язною, якщо похідний ряд
{\displaystyle {\mathfrak {g}}>[{\mathfrak {g}},{\mathfrak {g}}]>[[{\mathfrak {g}},{\mathfrak {g}}],[{\mathfrak {g}},{\mathfrak {g}}]]>[[[{\mathfrak {g}},{\mathfrak {g}}],[{\mathfrak {g}},{\mathfrak {g}}]],[[{\mathfrak {g}},{\mathfrak {g}}],[{\mathfrak {g}},{\mathfrak {g}}]]]>\cdots }
зрештою стає нульовим.
Будь-яка скінченновимірна алгебра Лі має єдиний максимальний розв'язний ідеал, який називається її радикалом.
З огляду на відповідність між групами і алгебрами Лі, нільпотентні (відповідно розв'язні) зв'язні групи Лі відповідають нільпотентним (відповідно розв'язним) алгебрам Лі.

### Прості і напівпрості алгебри Лі
Основна стаття: Напівпроста алгебра Лі
Алгебра Лі називається "простою", якщо вона не має нетривіальних ідеалів і не є абелевою.
(З цього випливає, що одновимірна (обов'язково абелева) алгебра Лі за означенням не є простою, навіть якщо вона не має нетривіальних ідеалів.)
Алгебра Лі {\displaystyle {\mathfrak {g}}} називається напівпростою, якщо вона ізоморфна прямій сумі простих алгебр.
Існує декілька еквівалентних характеристик напівпростих алгебр, такі як відсутність ненульових розв'язних ідеалів.
Поняття напівпростоти для алгебр Лі тісно пов'язане з повною зведеністю (напівпростотою) їх представлень.
Якщо основне поле {\displaystyle \mathbb {F} } має нульову характеристику, то будь-яке скінченновимірне представлення напівпростої алгебри Лі є напівпростим (тобто прямою сумою незведених представлень).
У загальному випадку, алгебру Лі називають редуктивною, якщо приєднане представлення є напівпростим.
Таким чином, будь-яка напівпроста алгебра Лі є редуктивною.

### Критерій Картана
Критерій Картана надає умови для того, щоб алгебра Лі була нільпотентною, розв'язною або напівпростою.
Він базується на понятті форми Кіллінга, тобто симетричній білінійній формі на алгебрі {\displaystyle {\mathfrak {g}}}, яка визначається за формулою
{\displaystyle K(u,v)={\rm {tr}}({\rm {ad}}(u){\rm {ad}}(v)),}
де {\displaystyle {\rm {tr}}} — слід лінійного оператора.
Алгебра Лі {\displaystyle {\mathfrak {g}}} є напівпростою тоді й лише тоді, коли її форма Кіллінга є невиродженою.
Алгебра Лі {\displaystyle {\mathfrak {g}}} розв'язна тоді й лише тоді, коли {\displaystyle K({\mathfrak {g}},[{\mathfrak {g}},{\mathfrak {g}}])=0}.

### Класифікація
Відповідно до розкладу Леві довільну алгебру Лі можна представити майже канонічним способом як напівпряму суму її розв'язного радикала та напівпростої алгебри Лі.
(Такий розклад існує для скінченновимірної алгебри Лі над полем характеристики 0.)
Більш того, напівпрості алгебри Лі над алгебраїчно замкненим полем повністю прокласифіковано з використанням їх кореневих систем.

## Зв'язок із групами Лі
Основна стаття: Відповідність між групами Лі та алгебрами Лі

Дотичний простір до сфери в точці.
Якщо — одиничний елемент, тоді дотичний простір також є алгеброю Лі.

Хоча алгебри Лі часто вивчаються самі по собі, історично вони виникли як інструмент дослідження груп Лі.
Нижче коротко розглянемо зв'язок між групами Лі та алгебрами Лі.
Будь-яка група Лі породжує канонічно визначену алгебру Лі (точніше, дотичний простір в одиниці).
І навпаки, для будь-якої скінченновимірної алгебри Лі {\displaystyle {\mathfrak {g}}} існує відповідна зв'язна група Лі {\displaystyle G} з алгеброю Лі {\displaystyle {\mathfrak {g}}}.
Цей зв'язок гарантує третя теорема Лі; див. формулу Бейкера–Кемпбелла–Хаусдорфа.
Ця група Лі визначається неоднозначно; однак будь-які дві групи Лі з однаковою алгеброю Лі є локально ізоморфними і, зокрема, мають те ж саме універсальне накриття.
Наприклад, спеціальна ортогональна група SO(3) і спеціальна унітарна група SU(2) породжують ту саму алгебру Лі, яка ізоморфна евклідовому простору {\displaystyle \mathbb {R} ^{3}} з векторним добутком, але група {\displaystyle {\rm {SU(2)}}} є однозв'язним подвійним накриттям для {\displaystyle {\rm {SO(3)}}}.
Однак, якщо розглядати однозв'язні групи Лі, то отримаємо взаємно однозначну відповідність: для будь-якої (скінченновимірної дійсної) алгебри Лі {\displaystyle {\mathfrak {g}}} існує єдина однозв'язна група Лі {\displaystyle G} з алгеброю Лі {\displaystyle {\mathfrak {g}}}.
Відповідність між алгебрами Лі та групами Лі використовується, зокрема, при класифікації груп Лі та пов'язаними задачами теорії представлень груп Лі.
За будь-яким представленням алгебри Лі однозначно будується відповідне представлення однозв'язної групи Лі, і навпаки, будь-яке представлення групи Лі індукує представлення алгебри Лі цієї групи; ця відповідність взаємно однозначна.
Отже, знання представлень алгебри Лі розв'язує питання про представлення групи.
Щодо класифікації, можна показати, що будь-яка зв'язана група Лі із заданою алгеброю Лі ізоморфна універсальному накриттю за модулем дискретної центральної підгрупи.
Таким чином, класифікація груп Лі стає просто питанням перебору дискретних підгруп центру, оскільки відома класифікація алгебр Лі (розв'язана Картаном та іншими у напівпростому випадку).
Якщо алгебра Лі є нескінченновимірною, то проблема є більш витонченою.
У багатьох випадках експоненціальне відображення не є гомеоморфізмом навіть локально (наприклад, для {\displaystyle {\rm {Diff}}(\mathbb {S} ^{1})} можна знайти диффеоморфізми, як завгодно близькі до одиниці, які не належать образу відображення {\displaystyle \exp }).
Більш того, деякі нескінченновимірні алгебри Лі не є алгебрами Лі жодної групи.

## Дійсна форма і комплексифікація
Нехай задано комплексну алгебру Лі {\displaystyle {\mathfrak {g}}}, дійсна алгебра Лі {\displaystyle {\mathfrak {g}}_{0}} називається дійсною формою {\displaystyle {\mathfrak {g}}}, якщо комплексифікація {\displaystyle {\mathfrak {g}}_{0}\otimes _{\mathbb {R} }\mathbb {C} \simeq {\mathfrak {g}}} є ізоморфною до~{\displaystyle {\mathfrak {g}}}.
Дійсна форма не обов'язково повинна бути єдиною; наприклад, {\displaystyle {\mathfrak {sl}}_{2}\mathbb {C} } має дві дійсні форми {\displaystyle {\mathfrak {sl}}_{2}\mathbb {R} } і {\displaystyle {\mathfrak {su}}_{2}}.
Нехай задано напівпросту скінченновимірну комплексну алгебру Лі {\displaystyle {\mathfrak {g}}}, її розщеплена форма — це дійсна форма, що розщеплюється; тобто має підалгебру Картана, яка діє через приєднане представлення з дійсними власними значеннями.
Розщеплена форма існує і є єдиною (з точністю до ізоморфізмів).
Компактна форма — це дійсна форма, яка є алгеброю Лі компактної групи Лі.
Компактна форма існує і є також єдиною.

## Алгебра Лі з додатковими структурами
Алгебру Лі можна оснастити деякими додатковими структурами, які, як передбачається, сумісні з дужкою Лі.
Наприклад, градуйована алгебра Лі — це алгебра Лі з градуйованою структурою векторного простору.
Якщо додатково на алгебрі визначено диференціал (так, що базовим градуйованим векторним простором є ланцюговий комплекс), то її називають диференціальною градуйованою алгеброю Лі.
Симпліційна алгебра Лі — це симпліційний об'єкт у категорії алгебр Лі; іншими словами, вона отримана шляхом заміни базової множини симпліційною множиною (тому її краще розглядати як сім'ю алгебр Лі).

## Кільце Лі
Кільце Лі виникає як узагальнення алгебр Лі або при вивченні нижнього центрального ряду груп.
Кільце Лі визначається як неасоціативне кільце з множенням, яке є антикомутативним і задовольняє тотожність Якобі.
Точніше кільце Лі {\displaystyle L} можна визначити як абелеву групу з операцією {\displaystyle [\cdot ,\cdot ]}, що має наступні властивості:
- Білінійність:

{\displaystyle [x+y,z]=[x,z]+[y,z],\quad [z,x+y]=[z,x]+[z,y]}
для всіх {\displaystyle x,y,z\in L}.
- Тотожність Якобі:

{\displaystyle [x,[y,z]]+[y,[z,x]]+[z,[x,y]]=0}
для всіх {\displaystyle x,y,z\in L}.
- Для всіх  {\displaystyle x\in L}:

{\displaystyle [x,x]=0.}
Кільця Лі необов'язково є групами Лі відносно додавання.
Будь-яка алгебра Лі є прикладом кільця Лі.
Будь-яке асоціативне кільце можна перетворити на кільце Лі, визначивши дужку Лі як {\displaystyle [x,y]=xy-yx}.
І~навпаки, для будь-якої алгебри Лі існує відповідне кільце, яке називається універсальною обгортуючою алгеброю.
Кільця Лі використовуються при вивченні скінченних {\displaystyle p}-груп за допомогою відповідності Лазарда.
Нижчі центральні фактори {\displaystyle p}-групи є скінченними абелевими {\displaystyle p}-групами, а тому і модулями над {\displaystyle \mathbb {Z} /p\mathbb {Z} }.
Пряма сума нижніх центральних факторів задається структурою кільця Лі, визначаючи дужку як комутатор двох представників класу.
Структура кільця Лі збагачується іншим гомоморфізмом модуля, відображенням {\displaystyle p}-го степеня, що робить відповідне кільце Лі так званим обмеженим кільцем Лі.
Кільця Лі також корисні для визначення {\displaystyle p}-адичних аналітичних груп та їх ендоморфізмів шляхом дослідження алгебр Лі над кільцями цілих чисел, таких як {\displaystyle p}-адичні цілі числа.
Означення скінченних груп типу Лі за Шевалле включає обмеження від алгебри Лі над комплексними числами до алгебри Лі над цілими числами, а потім редукцію за модулем {\displaystyle p}, щоб отримати алгебру Лі над скінченним полем.

### Приклади
- Будь-яка алгебра Лі над загальним кільцем замість поля є прикладом кільця Лі.

Кільця Лі не є групами Лі відносно додавання, незважаючи на назву.
- Будь-яке асоціативне кільце можна перетворити на кільце Лі, визначивши дужку Лі як

{\displaystyle [x,y]=xy-yx.}
- Розглянемо приклад кільця Лі, що виникає при вивченні груп.

Нехай {\displaystyle G} — група з операцією {\displaystyle [x,y]=x^{-1}y^{-1}xy} і нехай
{\displaystyle G=G_{0}\supseteq G_{1}\supseteq G_{2}\supseteq \cdots \supseteq G_{n}\supseteq \cdots }
є центральним рядом в групі {\displaystyle G} — це підгрупа комутаторів {\displaystyle [G_{i},G_{j}]}, що міститься в {\displaystyle G_{i+j}} для будь-яких {\displaystyle i}, {\displaystyle j}.
Тоді
{\displaystyle L=\bigoplus G_{i}/G_{i+1}}
є кільцем Лі з додаванням з груповою операцією (яка є абелевою в кожній однорідній частині), і дужкою Лі, заданою як
{\displaystyle [xG_{i},yG_{j}]=[x,y]G_{i+j},}
яку продовжено лінійно.
Центральність ряду гарантує, що комутатор {\displaystyle [x,y]} надає дужці Лі відповідні теоретико-ліївські властивості.

## Зовнішні посилання
- Hazewinkel, Michiel, ред. (2001), algebra Lie algebra, Математична енциклопедія, Springer, ISBN 978-1-55608-010-4
- McKenzie, Douglas (2015). An Elementary Introduction to Lie Algebras for Physicists.